# Arcellasco
Arcellasco (Arcellasch in dialetto brianzolo, AFI: [artʃeˈlaʃk]) è una frazione del comune italiano di Erba posta oltre il Lambro a nordest del centro abitato, verso Longone al Segrino.

## Storia
Arcellasco fu un antico comune del Milanese.
Registrato agli atti del 1751 insieme alle cascine di Torricella, Carpesino, Brugora e Cassina Torchiera come un villaggio di 117 abitanti incluso nella Pieve di Incino, nel 1786 entrò per un quinquennio a far parte della Provincia di Como, per poi cambiare continuamente i riferimenti amministrativi nel 1791, nel 1797 e nel 1798, quando contava 555 residenti.
Portato definitivamente sotto Como nel 1801, alla proclamazione del Regno d'Italia nel 1805 risultava avere 611 abitanti. Nel 1809 il municipio fu soppresso su risultanza di un regio decreto di Napoleone che lo unì a Ponte, ma il Comune di Arcellasco fu restaurato nel 1816 dagli austriaci dopo il loro ritorno. Nel 1853 risultò essere popolato da 789 anime, scese a 763 nel 1871. Il censimento del 1921 registrò 1076 residenti, ma nel 1928 il regime fascista decise la definitiva soppressione del municipio aggregandolo ad Erba.
Da Arcellasco probabilmente trae origine la famiglia Arcellazzi, importante famiglia di Canzo nell'Ottocento.